# 徐州博物馆
徐州博物馆位于中国江苏省徐州市云龙区和平路101号，城区内云龙山与户部山之间。

## 历史
始建于1959年。经过三次改建与扩建之后，现状博物馆除陈列主楼外还包括汉代采石场遗址、土山东汉彭城王墓（暂未开放）和乾隆行宫三处古迹，以及徐州汉画像石艺术馆等三个展馆，占地面积4万平方米。其中，建筑面积近2万平方米，陈列面积6500平方米，是一座现代化的地方综合性博物馆。常设展览有“彭城千秋”、“大汉气象”、“天工汉玉”、“汉家烟火”、“金戈铁马”、“俑秀凝华”、“史河流韵”、“大明家具”、“邓永清收藏书画展”等九大单元。2014年4月被评为国家AAAA级旅游景区。

## 藏品
馆内有众多珍贵的徐州本地历史出土文物，其中最为珍贵的是西汉楚王陵中出土的国宝金缕玉衣，它曾于2008年北京奥运会期间被选送至首都博物馆，与西安选送的秦兵马俑共享一个大展厅一同展出，获得大量中外观众驻足参观，可见其地位之高。

## 图集

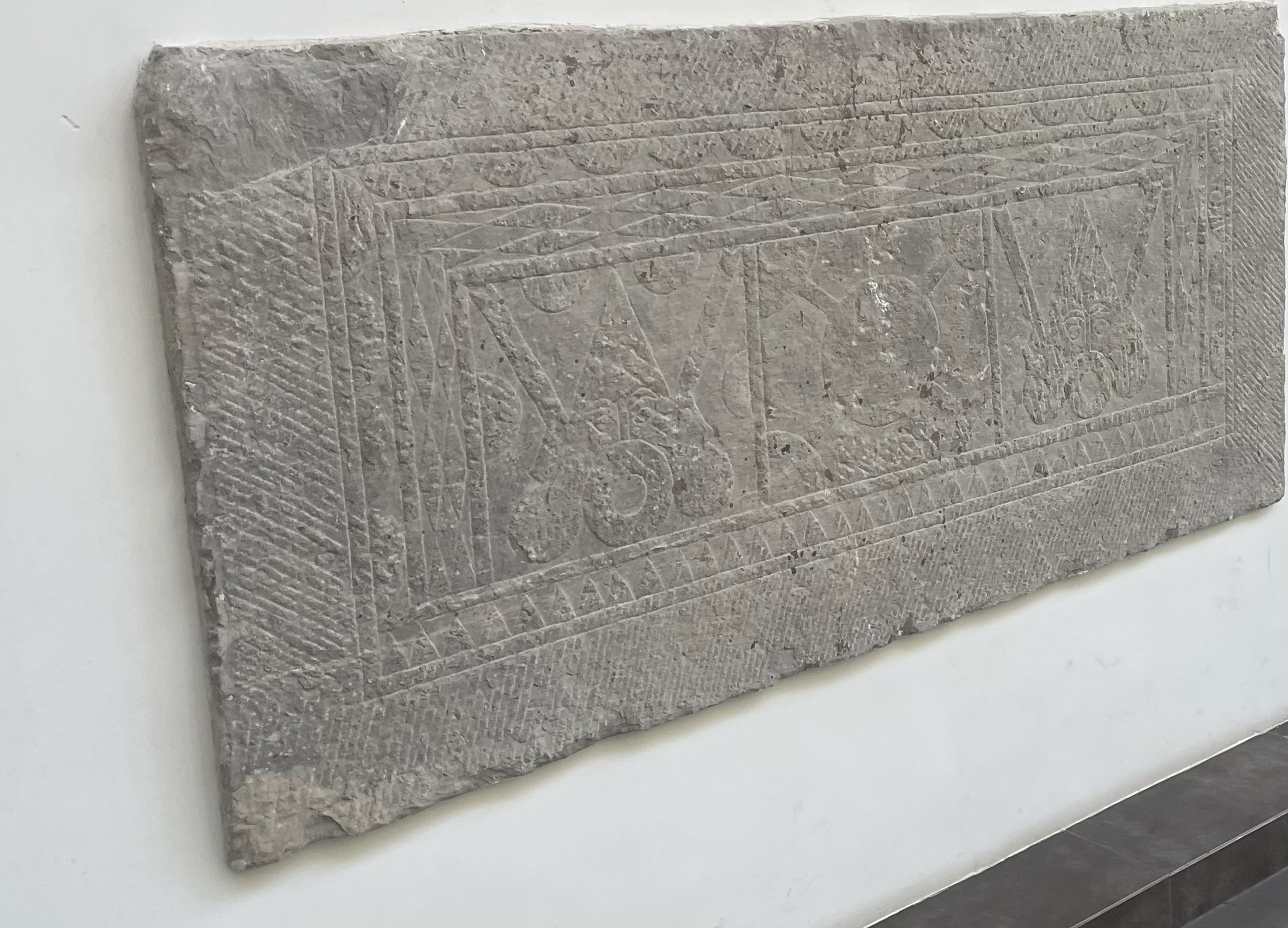
徐州汉画像石艺术馆